# ジョージ・リガ
ジョージ・リガ（George Ryga, 1932年7月27日 - 1987年11月18日）は、カナダの劇作家、小説家。

## 生涯
リガはアルバータ州のディープ・クリークで生まれた。両親は貧しいウクライナ人移民だった。学校には6年通っただけで通えなくなり、ラジオのコピーライターなど様々な仕事に就いた。その間も通信教育で勉強は続け、バンフ美術学校（バンフ・センター Banff Centre）へ行く奨学金を貰った。1955年、リガはヨーロッパに旅行し、ヘルシンキでは世界平和会議に参加し、またBBCのために働いた。翌年帰国。エドモントンに住み、最初の本となる詩集『Song of My Hands』（1956年）を出版した。
1961年、最初の戯曲『Indian』を書きテレビで上演された。リガが国内的に評価を受けたのは、戯曲『リタ・ジョーのよろこび（リタ・ジョーの幻想）』（1967年）によってである。この劇は多くの人からカナダ人劇作家によって書かれた英語劇でも最も重要な作品だと言われている。ヒロインのリタ・ジョーは、都会に流れ着いた若いカナダ先住民（インディアン）で、自分は先住民とも白人とも一緒にいられないと気づく。バンクーバー、オタワの国立芸術センター（National Arts Centre）、アメリカ合衆国ワシントン州で上演された。1971年にはロイヤル・ウィニペグ・バレエ団（Royal Winnipeg Ballet）によってバレエ化もされた。
リガの他の戯曲には以下の作品がある。
- Captives of the Faceless Drummer（1971年）
- Sunrise on Sarah（1972年）
- Portrait of Angelica（1973年）
- Ploughmen of the Glacier（1977年）
- In the Shadow of the Vulture（1985年）
- Paracelsus（1986年）
- Summerland（1992年）

他に作詞もしている。
1987年、ブリティッシュコロンビア州サマーランド（Summerland）で死去。自宅は美術・文化の「ジョージ・リガ・センター」になった。
1995年、ジェームズ・ホフマンによる伝記本『The Ecstasy of Resistance』が出版された。

## 作品
- Song of My Hands（1956年）
- Hungry Hills（1963年）
- Ballad of a Stone-Picker（1966年）
- リタ・ジョーのよろこび（The Ecstasy of Rita Joe）（1970年）
- The Ecstasy of Rita Joe and Other Plays（1971年）
- Sunrise on Sarah（1973年）
- Night Desk（1976年）
- Ploughman of the Glacier（1977年）
- Seven Hours to Sundown（1977年）
- Beyond the Crimson Morning（1979年）
- Two Plays: Paracelsus and Prometheus Bound（1982年）
- A Portrait of Angelica & A Letter to My Son（1984年）
- In the Shadow of the Vulture（1985年）
- The Athabasca Ryga（1990年）
- Summerland（1992年）
- George Ryga: The Other Plays（2004年。ジョージ・ホフマン編）
- George Ryga: The Prairie Novels（2004年。ジョージ・ホフマン編）

## 日本語訳
- リタ・ジョーのよろこび （訳：吉原豊司、彩流社『カナダ戯曲選集（下）』収録）